# Hiro Mizushima
Hiro Mizushima (jap. 水嶋ヒロ Mizushima Hiro; właśc. Tomohiro Saitō 齋藤智裕 Saitō Tomohiro, ur. 13 kwietnia 1984 w Tokio) – japoński aktor i model. 22 lutego 2009 aktor wziął ślub z japońską piosenkarką, Ayaką Iida.

## Filmografia

### Telewizja
- MR. BRAIN jako Hayashida Toranosuke (TBS, 2009)
- Zettai Kareshi SP jako Asamoto Soshi (Fuji TV, 2009)
- Mei-chan no Shitsuji jako Shibata Rihito (Fuji TV, 2009)
- Hanazakari no kimitachi e SP jako Nanba Minami (Fuji TV, 2008)
- Room of King jako Mori Jiro (Fuji TV, 2008)
- Zettai Kareshi jako Asamoto Soshi (Fuji TV, 2008)
- Churaumi Kara no Nengajo jako Miyashita Kota (Fuji TV, 2007)
- Gout Temps Nouveau Drama Special (Fuji TV, 2007)
- Hanazakari no kimitachi e jako Nanba Minami (Fuji TV, 2007)
- Watashitachi no Kyokasho jako Yahata Daisuke (Fuji TV, 2007)
- Kanojo to no Tadashii Asobikata jako Fujiki Kyouji (TV Asahi, 2007)
- Kamen Rider Kabuto jako Sōji Tendō (TV Asahi, 2006)
- Pink no Idenshi jako Ikushima Mizuki (TV Tokyo, 2005)
- Brother Beat jako Yoshi (TBS, 2005)
- Ame to Yume no Ato ni (TV Asahi, 2005)
- Gokusen 2 jako Misawa Hiro (NTV, 2005)

### Filmy
- Beck (2010)
- Drop (2009)
- GS Wonderland (2008)
- 100 Scene no Koi mobile drama (2007)
- Kamen Rider Kabuto: God Speed Love (2006)
- Lovely Complex (2006)
- Hatsu Kare net drama (2006)

### Dubbing
- The Incredible Hulk – Bruce Banner

### Nagrody
- "Sexy Men" : 6-miejsce
- "Promising Actors for '08" : 5-miejsce
- "Fresh Stars 2009" : 1-miejsce